# Lieja-Bastoña-Lieja 1938
La Lieja-Bastogne-Lieja 1938 fue la 28ª edición de la clásica ciclista Lieja-Bastoña-Lieja. La carrera se disputó el domingo 11 de mayo de 1938, sobre un recorrido de 211 km. El vencedor final fue el belga Alfons Deloor (Helyett-Hutchinson) que se impuso a sus compatriotas Marcel Kint (Mercier-Hutchinson) y Félicien Vervaecke (Labor), segundo y tercero respectivamente. 

## Clasificación final
| Posición | Ciclista           | Equipo             | Tiempo   |
| -------- | ------------------ | ------------------ | -------- |
| 1        | Alfons Deloor      | Helyett-Hutchinson | 5h41'41" |
| 2        | Marcel Kint        | Mercier-Hutchinson | s.t.     |
| 3        | Félicien Vervaecke | Labor              | s.t.     |
| 4        | François Dedonder  | -                  | s.t.     |
| 5        | Sylvère Maes       | Alcyon-Dunlop      | s.t.     |
| 6        | Jérôme Dufromont   | -                  | s.t.     |
| 7        | Louis Janssens     | -                  | s.t.     |
| 8        | Edward Vissers     | Alcyon-Dunlop      | s.t.     |
| 9        | Louis Hardiquest   | De Dion-Bouton     | s.t.     |
| 10       | Frans Demondt      | -                  | s.t.     |